# Osové
Osové (deutsch Wossowe, auch Wossowa) ist eine Gemeinde in Tschechien. Sie liegt drei Kilometer südlich von Velké Meziříčí und gehört zum Okres Žďár nad Sázavou.

## Geographie
Osové befindet sich im Krischanauer Bergland (Křižanovská vrchovina) im Süden der Böhmisch-Mährischen Höhe. Das Dorf liegt auf einem Höhenzug zwischen den Tälern der Oslava, Oslavička und des Mařek. Östlich erhebt sich der Nesměř (493 m) und im Süden der
Rohovec (503 m). Im Osten durchfließt die Oslava das Tal Nesměřské údolí.
Nachbarorte sind Velké Meziříčí im Norden, Domky, Děkanův Dvůr und Dolní Radslavice im Nordosten, Petráveč im Osten, Nesměř, Eliášova Myslivna und Dolní Heřmanice im Südosten, Studnice und Rohy im Süden, Oslavička im Südwesten, Ovčírna und Baliny im Westen sowie Oslavice im Nordwesten.

## Geschichte
Die erste urkundliche Erwähnung von Osoví erfolgte im Jahre 1354. 1365 verkaufte Jan von Meziříčí seine Güter in Osová an Bláha von Oslavičky. Dieser tauschte den Besitz 1371 mit Jan von Osové gegen dessen Anteil an Oslavičky. 1365 wurde das Dorf Nesmierz erstmals erwähnt. Die Güter in Osová wurden 1493 an Oslavičky angeschlossen. Im Jahre 1560 erwarb Sigmund Held von Kement Oslavičky einschließlich Osová und schlug es seiner Herrschaft Meziříčí zu. 1693 war die ganze Gegend von einer Heuschreckenplage heimgesucht worden. Nesmierz wurde zum Ende des 17. Jahrhunderts verlassen und 1695 war es nicht mehr im Urbar verzeichnet. An seiner Stelle entstand später ein Hegerhaus.
Nach der Aufhebung der Patrimonialherrschaften bildete Vosovy ab 1850 einen Ortsteil der Gemeinde Oslavice in der Bezirkshauptmannschaft Velké Meziříčí. Später wurde das Dorf auch als Vosoví  bezeichnet. 1919 entstand die Gemeinde Osové. Zu Beginn des Jahres 1961 wurde Osové dem Okres Žďár nad Sázavou zugeordnet. Osové wurde 1980 nach Velké Meziříčí eingemeindet. Seit 1992 besteht die Gemeinde wieder.

## Gemeindegliederung
Für die Gemeinde Osové sind keine Ortsteile ausgewiesen. Zu Osové gehört die Ansiedlung Nesměř (Nesmierz).

## Sehenswürdigkeiten
- Tal Nesměřské údolí der Oslava
- Kapelle der hl. Anna, errichtet anstelle eines hölzernen Glockenturmes aus dem Jahre 1824
- Steinkreuz am Dorfplatz, geschaffen 1861, es wird umgeben von zwei geschützten Linden
- Marmorkreuz an der Straße nach Oslavice, aus dem Jahre 1864